# Pau Llauger
Pau Llauger (s. XVII - s. XVIII) va ser mestre de capella de l'església parroquial de Canet de Mar i baixonista durant el magisteri de Miquel Oller. Hi ha referències sobre la seva època com a estudiant del baixò en un document de la pròpia capella datat el 16 de maig de 1690.

## Obres
Les seves obres es conserven al fons musical CMar (Fon de l'església parroquial de Sant Pere i Sant Pau de Canet de Mar).
1. Villancico a la Concepción de la Virgen A6 A la niña que el cielo festeja, a 6 veus, de finals del segle xvii, incipit literari: A la niña que el cielo festeja.
2. Villancet a la Virgen quando fue assumpta a 6, a 6 veus, de finals del segle xvii, incipit literari: Aprissa, aprissa, afuera.
3. Villansico al St St A 6 A las luzes de un amor, a 6 veus, datat l'any 1690, incipit literari: A las luzes de un amor.
4. Villancico A la Virgen A 6 El ayre y el fuego A la Concepción, a 6 veus i ampliada a 9 amb un tercer cor alternatiu, de finals del segle xvii, íncipit literari: El ayre y el fuego.
5. Villancico A 7 a Clarin, a 7 veus, de finals del segle xvii, incipit literari: Clarin a cuyo son el avere suspende.
6. Villancico Para la fiesta de St Pedro a 7, a 7 veus, de finals del segle xvii, incipit literari: Para que es la fiesta.
7. Villancico a 7 a la Consepsion, a 7 veus, datat l'any 1699, incipit literari: Quien será vna niña bella.
8. Villancico a 10 para la fiesta de St Marçal, a 10 veus, de finals del segle xvii, incipit literari: Mar, sal, cielo y tierra.